# Tražilica
Tražilica (eng. search engine) je pojam iz računarstva. To je sustav pretraživanja informacija dizajniran za pomoć naći informaciju pohranjenu na računalnom sustavu. Rezultati pretrage tražilice obično su prikazani na listi i naziva ih se "pogodcima". Tražilice pomažu smanjiti vrijeme potrebno za naći informaciju i smanjiti količinu informacija koju se treba pretresti, srodno ostalim tehnikama upravljanja prekrcanošću informacijama. 
Za većinu ljudi vidljivi je oblik tražilice internetska tražilica koja pretražuje informacije na World Wide Webu.